# Anthophora maculigera
Anthophora maculigera är en biart som beskrevs av Hermann Priesner 1957. Den ingår i släktet pälsbin och familjen långtungebin. Inga underarter finns listade i Catalogue of Life.

## Beskrivning
Endast hanen är beskriven; auktorn, Hermann Priesner, har föreslagit att honan kan vara någon av de helsvarta Anthophora-honor utan kända hanar som har upptäckts i samma område (norra Egypten). Grundfärgen är svart, med hela ansiktet vitt och med kort, gles, vit behåring. Mellankroppen och den första tergiten (segmenten på bakkroppens ovansida) har kort, grågul päls som vitnar åt sidorna. Resten av bakkroppen har svart päls, som är tjock på tergit 2 och 3, mycket kort på de övriga. Tergit 2, 3 och delvis även 4 har tunna, vita hårband på sidorna. Kroppslängden är mellan 13,5 och 16 mm.

## Ekologi och utbredning
Som alla i släktet är Anthophora maculigera ett solitärt bi och en skicklig flygare som föredrar torrare klimat. Arten har endast iakttagits vid Egyptens nordkust, där den flyger i maj.